# Paral·lel 67° sud
El paral·lel 67° sud és una línia de latitud que es troba a 67 graus sud de la línia equatorial terrestre, a uns 49 kilòmetres del cercle polar antàrtic. Travessa l'oceà Antàrtic i l'Antàrtida en el 16 % de la seva extensió amb un total de 11 trets separats, que inclouen Terra d'Enderby, Península de Sekallari, Illa Adelaida, Península Antàrtica. L'altra 84% del trajecte és sobre l'oceà Antàrtic.

## Geografia
En el sistema geodèsic WGS84, al nivell de 67° de latitud sud, un grau de longitud equival a 43,620 km; la longitud total del paral·lel és de 16.346 km, que és aproximadament 39,0% de la de l'equador, del que es troba a 7.434 km i a 2.568 km del pol Sud

## Arreu del món
A partir del Meridià de Greenwich i cap a l'est, el paral·lel 67° sud passa per: 
| Coordenades                               | País. Territori o mar | Notes |
| ----------------------------------------- | --------------------- | --- |
| 67° 0′ S, 0° 0′ E / 67.000°S,0.000°E      | Oceà Antàrtic         | |
| 67° 0′ S, 48° 22′ E / 67.000°S,48.367°E   | Antàrtida             | Territori Antàrtic Australià, reclamat per Austràlia                                                                                            |
| 67° 0′ S, 49° 34′ E / 67.000°S,49.567°E   | Oceà Antàrtic         | Badia d'Amundsen |
| 67° 0′ S, 50° 33′ E / 67.000°S,50.550°E   | Antàrtida             | Territori Antàrtic Australià, reclamat per Austràlia                                                                                            |
| 67° 0′ S, 57° 23′ E / 67.000°S,57.383°E   | Oceà Antàrtic         | |
| 67° 0′ S, 82° 33′ E / 67.000°S,82.550°E   | Antàrtida             | Territori Antàrtic Australià, reclamat per Austràlia · Terra Adèlia, reclamat per França · Territori Antàrtic Australià, reclamat per Austràlia |
| 67° 0′ S, 146° 47′ E / 67.000°S,146.783°E | Oceà Antàrtic         | Passa al sud de l'illa Buckle, reclamat per Nova Zelanda                                                                                        |
| 67° 0′ S, 68° 36′ O / 67.000°S,68.600°O   | Antàrtida             | Illa Adelaida i la península Antàrtica, reclamat per Argentina, Xile i Regne Unit                                                               |
| 67° 0′ S, 60° 17′ O / 67.000°S,60.283°O   | Oceà Antàrtic         | Mar de Weddell |